# Shahana Hajiyeva
Pour les articles homonymes, voir Hadjiyeva.
Shahana Hajiyeva (en azéri : Şəhanə İbadət qızı Hacıyeva), née le 6 juillet 2000 à Sumgayit, en Azerbaïdjan, est une judokate handisport azerbaïdjanaise. En 2020, elle remporte les 16e Jeux paralympiques d'été. Elle est championne olympique de judo en 2021 dans la catégorie des malvoyants B2. En 2025, elle est suspendue à vie de toute compétition de para judo, après qu’un test médical révéle qu’elle ne présente pas de déficience visuelle.

## Carrière
En 2015, elle remporte la Coupe d'Europe chez les filles de moins de 18 ans à Antalya dans la catégorie des poids jusqu'à 40 kg. La même année, Hajiyeva remporte le Championnat d'Europe chez les filles de moins de 18 ans à Sofia, battant en finale la Roumaine Lidia Marin. En mars 2016, elle remporte la Coupe d'Europe chez les filles de moins de 18 ans à Antalya dans la catégorie de poids jusqu'à 44 kg. En mai de la même année, elle remporte le bronze à la Coupe d'Europe à Bielsko-Biała.
En 2018, elle prend la deuxième place aux Championnats du monde pour aveugles et malvoyants à Odivelas (Lisbonne). Au même championnat, Hajiyeva, devient médaillée de bronze dans le tournoi par équipe en tant que membre de l'équipe féminine azerbaïdjanaise.
En 2019, Hajiyeva remporte le Grand Prix de Bakou chez les aveugles et malvoyants, battant par ippon en finale l'actuelle championne des Jeux paralympiques, la Chinoise Li Liqing. La même année, elle remporte une médaille de bronze au Grand Prix de Tachkent parmi les aveugles et malvoyants.
En mai 2021, elle remporte le bronze au Grand Prix de Bakou chez les aveugles et malvoyants.
Lors de la finale des - 52 kg des Jeux paralympiques d'été de 2020 à Tokyo, Shahana Hajiyeva bat la Française Sandrine Martinet-Aurières par waza-ari lors du golden score et remporte la médaille d'or,
Á la finale, Hajiyeva remporte toutes ses victoires plus tôt que prévu. Dans le premier match, elle bat la maîtresse du tatami, Shizuka Hangai, et en demi-finale, elle bat la Russe Victoria Potapova.
En novembre 2022, elle remporte une médaille de bronze aux championnats du monde à domicile à Bakou. Début août 2023, elle remporte l’or aux Championnats d’Europe de Rotterdam. À la fin du mois, Hajiyeva remporte le bronze aux Jeux mondiaux parmi les athlètes aveugles et malvoyants à Birmingham.
En septembre 2023, Hajiyeva gagne une médaille de bronze au Grand Prix à domicile à Bakou. Le 4 décembre 2023, elle remporte une médaille d'argent au Grand Prix de Tokyo.

## Suspension à vie
En 2025, elle est définitivement suspendue de toute compétition de para judo, à la suite d’un test de classification médicale à Astana révélant qu’elle ne présente pas de déficience visuelle.
Le Comité paralympique azéri défend l’athlète en affirmant que cette suspension est liée à une évolution des règles de classification médicale : certains diagnostics ophtalmologiques précédemment acceptés sont exclus de la nouvelle catégorie J2. L’organisme précise que Shahana Hajiyeva a été autorisée à concourir dans cette catégorie jusqu’en 2024, et qu’elle a été reclassifiée uniquement en raison de ces changements réglementaires.
La validité de ses titres acquis antérieurement, notamment sa victoire contre la Française Sandrine Martinet-Aurières en finale des Jeux de Tokyo, est depuis remise en question,,.

## Récompense
Par arrêté du président de la République d'Azerbaïdjan Ilham Aliyev du 6 septembre 2021, Shahana Hajiyev reçoit l'Ordre « Pour service à la patrie, 1er degré » pour ses hautes réalisations aux XVIes Jeux paralympiques d'été de Tokyo et ses services dans le développement des sports azerbaïdjanais.